# 三上大勝
三上 大勝（みかみ ひろかつ、1971年9月17日 - ）は、日本の元サッカー選手、ゼネラルマネージャー。

## 来歴

### 生い立ち
北海道室蘭市出身。室蘭大谷高校および札幌大学において、サッカー選手として活躍。1994年から1995年までJFLのNEC山形サッカー部でディフェンダーの選手として所属。加入当時は「北の氷壁」 の愛称で期待を受けたが、公式戦出場は0試合であった。
選手引退後はクラブ職員として、モンテディオ山形の設立に尽力。1996年から1997年までモンテディオ山形法人設立準備室、1998年から1999年3月まで山形県スポーツ振興21世紀協会に所属。三上は現場とフロントのパイプ役を担った。当初はNEC山形の従業員から山形県スポーツ振興21世紀協会の職員となることを希望していたが、県職員の出向者により定員となったため実現しなかった。三上はサッカー関連の仕事を希望し、NEC山形を退職した。

### コンサドーレ札幌
1999年7月、コンサドーレ札幌を運営する北海道フットボールクラブ (HFC) に参加。HFC事業部を経て、翌2000年から2003年までHFC強化部スカウト担当を務めた。三上はスカウト活動に重点を置きつつ、当時の岡田武史監督らのサポートも行った。2004年から2006年までHFC強化部強化担当、2007年から2012年までHFC強化部長。2014年よりトップチームのゼネラルマネージャーを務める傍ら、一般社団法人コンサドーレ北海道スポーツクラブ代表理事に就任。
2022年1月11日付けの株式会社コンサドーレ取締役会において、株式会社コンサドーレの代表取締役GMに就任（コンサドーレ北海道スポーツクラブの代表理事は辞任）。会長（前代表取締役社長・CEO）の野々村芳和が同年3月15日にJリーグチェアマンに就任しクラブを離れたことを受けて運営会社の実質的なトップに就任した。なお、野々村がチェアマンを退任後にクラブに戻ってきてほしいとの思いから、自ら「社長」の肩書きを辞退している。
2025年1月、株式会社コンサドーレの社長として新たに石水創が就任し、三上も一時はGMとしてクラブに残るとしていたが、3月にGMを辞任しクラブを去ると発表した。

## 評価
積極的に海外を訪問し、自身の目で選手獲得の判断を行う。日本サッカー協会認定選手エージェントの仁科佳子は三上について、「Jリーグの中で最も先鋭的な強化担当者の一人」と評した。

## 所属クラブ
- 北海道大谷室蘭高等学校
- 札幌大学
- 1994年 - 1995年 NEC山形サッカー部

## 個人成績
| 国内大会個人成績 | 国内大会個人成績 | 国内大会個人成績 | 国内大会個人成績 | 国内大会個人成績 | 国内大会個人成績 | 国内大会個人成績 | 国内大会個人成績 | 国内大会個人成績 | 国内大会個人成績 | 国内大会個人成績 | 国内大会個人成績 |
| 年度             | クラブ           | 背番号           | リーグ           | リーグ戦         | リーグ戦         | リーグ杯         | リーグ杯         | オープン杯       | オープン杯       | 期間通算         | 期間通算         |
| 年度             | クラブ           | 背番号           | リーグ           | 出場             | 得点             | 出場             | 得点             | 出場             | 得点             | 出場             | 得点             |
| 日本             | 日本             | 日本             | 日本             | リーグ戦         | リーグ戦         | JSL杯/ナビスコ杯 | JSL杯/ナビスコ杯 | 天皇杯           | 天皇杯           | 期間通算         | 期間通算         |
| ---------------- | ---------------- | ---------------- | ---------------- | ---------------- | ---------------- | ---------------- | ---------------- | ---------------- | ---------------- | ---------------- | ---------------- |
| 1994             | NEC山形          | 20               | JFL              | 0                | 0                | 0                | 0                | 0                | 0                | 0                | 0                |
| 1995             | NEC山形          | 20               | JFL              | 0                | 0                | 0                | 0                | 0                | 0                | 0                | 0                |
| 通算             | 日本             | 日本             | JFL              | 0                | 0                | 0                | 0                | 0                | 0                | 0                | 0                |
| 総通算           | 総通算           | 総通算           | 総通算           | 0                | 0                | 0                | 0                | 0                | 0                | 0                | 0                |

## 経歴・職歴
- 1996年 -1997年 モンテディオ山形法人設立準備室
- 1998年 -1999年3月/ 社団法人 山形県スポーツ振興21世紀協会
- 1999年7月 - 北海道フットボールクラブ/コンサドーレ札幌
  - 1999年7月 - 2000年 事業部
  - 2000年 - 2003年 強化部 スカウト担当
  - 2004年 - 2006年 強化部 強化担当
  - 2007年 - 2012年 強化部長
    - 2012年 マーケティング企画部 (兼務)

  - 2013年 - 2022年 ゼネラルマネジャー
  - 2014年 - 2022年1月 一般社団法人コンサドーレ北海道スポーツクラブ代表理事
  - 2022年 - 2025年? 一般社団法人コンサドーレ北海道スポーツクラブ代表理事 エグゼクティブアドバイザー
  - 2022年 - 2025年3月 代表取締役GM
  - 2025年3月 - 4月 取締役